# Прилив (фильм, 1947)
«Прилив» (англ. High Tide) — фильм нуар режиссёра Джона Рейнхардта, который вышел на экраны в 1947 году.
Фильм рассказывает о частном детективе и бывшем журналисте Тиме Слейде (Дон Касл), которого нанимает главный редактор лос-анджелесской газеты Хью Фресни (Ли Трейси), чтобы обеспечить собственную безопасность от гангстера Ника Дайка (Энтони Уорд) в связи с обострившейся борьбой за контроль над газетой. В действительности Фресни рассчитывает использовать Слейда для маскировки своих преступных действий, направленных на захват газеты, однако частный детективу удаётся разоблачить редактора.
Современные критики достаточно высоко оценивают картину как мощный, жёсткий фильм нуар категории В с хорошей игрой Трейси и Касла.

## Сюжет
Частный детектив Тим Слейд (Дон Касл) и главный редактор газеты Los Angeles Daily Dispatch Хью Фресни (Ли Трейси) оказываются в разбитой машине на изолированном скалами небольшом песчаном участке земли в условиях приближающегося прилива. Слейд поранил ногу и не может извлечь её из-под автомобильных обломков, однако в остальном здоров. Фресни зажало в салоне, и он предположительно сломал себе спину. Он не может пошевелиться, однако в состоянии говорить. Понимая, что скоро умрёт, когда его поглотит прилив, Фресни вместе со Слейдом вспоминает события, которые привели к этой трагической катастрофе…
Однажды, после переезда в Сан-Франциско, Слейд получает телеграмму от Фресни с предложением работы, за которую тот готов расплатиться страховкой своей жизни на сумму в 10 тысяч долларов. Слейд, который раньше работал криминальным репортёром в газете Dispatch, приезжает в Лос-Анджелес и приходит в редакцию газеты на встречу с Фресни. В этот момент владелец газеты Клинтон Воэн (Дуглас Уолтон) встречается с гангстером Ником Дайком (Энтони Уорд), который заправляет местным игорным синдикатом. Дайк хочет завладеть газетой, которая постоянно обрушивается на него с критикой, и Воэн как будто готов проявить в этом вопросе «разумное понимание». Однако Фресни, который появляется на встрече, категорически отвергает предложение Воэна, заявляя, что сделает всё возможное, чтобы остановить его и разрушить его преступную организацию. После ухода гангстера Воэн предупреждает Фресни об опасности вести переговоры с Дайком таким образом и предлагает проявить больше дипломатичности. Фресни однако напоминает, что когда он принял газету, она влачила жалкое существование. И именно на разоблачительных материалах, направленных против мафии, он сделал газете имя и значительно поднял её тираж. Тем временем в редакции по приглашению Воэна появляется Поп Гэрроу (Фрэнсис Форд), немолодой, опытный журналист, которого Фресни отправил на пенсию. Пока Воэн занят, Поп знакомит Слейда с Дэной Джонс (Анабель Шоу), секретаршей Воэна.
После разговора с Воэном Фресни выходит к Слейду, предлагая ему пожить в его прибрежном доме в Малибу, а сам отправляется вместе с Воэном к нему домой. На ночной дороге их преследует автомобиль, и когда они подъезжают к дому, неизвестные выходят из автомобиля и открывают по ним автоматный огонь, однако, никакого не задев, скрываются. Фресни толкует это нападение как предупреждение со стороны Дайка. Дома их встречает Джули (Джули Бишоп), жена Воэна, которая, узнав о приезде Слейда, настаивает, чтобы его пригласили к ним на ужин на следующий день. Оставшись наедине, Воэн и Фресни обсуждают только что случившееся нападение, и Воэн предлагает обратиться в полицию, однако Фресни предлагает избежать шумихи, поручив это дело Слейду. Далее Воэн, угрожая Фресни увольнением, настаивает на том, чтобы редактор прекратил расследование деятельности Дайка. Фресни однако отвечает, что согласно условиям контракта, Воэн не может вмешиваться в деятельность своего главного редактора и не может уволить его.
После этого Фресни приезжает в свой прибрежный дом, где передаёт Слейду приглашение на ужин к Воэну. При этом он просит Слейда вести себя сдержанно, памятуя о том, что в своё время у Слейда был роман с Джули, которая затем вышла замуж за Воэна. Когда после этого Слейд заявил Воэну, что Джули вышла за него замуж ради денег, владелец газеты немедленно уволил Слейда, несмотря на то, что тот был его лучшим криминальным репортёром. Далее Фресни сообщает Слейду, что в последнее время он получал угрозы от Дайка и ещё одного гангстера, в отношении которого Фресни публиковал разоблачительные материалы, а сегодня его обстреляли неизвестные, когда он ехал вместе с Воэном. Фресни говорит Слейду, что поскольку он любит «разбивать» людей, которые оказываются на его пути, он верит, что есть, вероятно, несколько человек, которые хотели бы видеть его мёртвым. Далее редактор заявляет, что не отступится в разоблачении гангстеров, однако ему нужна помощь. Он просит Слейда взять того, что на него охотиться, взамен обещая простить долг в 500 долларов, а также указать в страховке своей жизни на сумму 10 тысяч долларов Слейда в качестве бенефициара.
На следующий день на ужине у Воэнов Слейд беседует наедине с Дэной, которая опровергает слова Фресни о том, что у неё роман с недавно уволенным журналистом, который якобы угрожал Фресни. Затем, по просьбе Джули, редактор устраивает ей встречу наедине со Слейдом. Она заявляет Слейду, что по-прежнему любит его, и если её муж «уйдёт с пути», то это «многое упростит» — газета будет принадлежать ей, и она назначит Слейда главным редактором. В этот момент появляется Воэн, которому известно, что Джули продолжала отношения со Слейдом уже после его увольнения и регулярно названивала ему в Сан-Франциско. Воэн просит Слейда немедленно покинуть дом, после чего Джули просит Фресни передать ему записку, но затем решает послать её по почте.
На следующий день на лестничной площадке газеты обнаруживают Фресни и Воэна с огнестрельными ранениями, при этом, как выясняется, Воэн убит, а Фресни легко ранен в руку. Инспектор полиции О’Хэффи (Реджис Туми) допрашивает Фресни, который не может сообщить никаких важных подробностей, так как не видел нападавших. Затем раненый Фресни даёт указание редактору немедленно опубликовать в газете некролог и памятные материалы о Воэне и объявить награду в 5 тысяч долларов за поимку преступников. Вскоре после отправления Фресни домой в кабинете Воэна раздаётся звонок. Дэна по просьбе Слейда, передаёт ему трубку, который после краткого разговора, ничего не объяснив, немедленно отправляется на вокзал.
На вокзале Слейд находит Попа с портфелем в руке, который, узнав, что Воэн убит, не хочет говорить со Слейдом. Он отказывается от предложения материальной помощи, после чего уходит и прячет портфель в ячейку камеры хранения. Слейд возвращается в прибрежный дом, где Джули назначила ему встречу. Она сообщает, что её беспокоит отправленная Слейду записка, в которой она писала ему о своей любви к Слейду и размышляла над тем, как было бы хорошо, если бы не стало Воэна. Хотя, как она объясняет, она имела в виду развод, однако в нынешних обстоятельствах её слова можно рассматривать, как предложение убить мужа. Слэйд, однако, говорит ей, что ей следует больше беспокоиться о том, что она станет следующей жертвой, потому что она унаследовала газету. Чтобы защитить её, Слейд предлагает план, как вывести её из-под удара и одновременно разоблачить преступника. По его просьбе Джули пишет письмо адвокатам, временно передавая Слейду все свои права на газету. Когда адвокаты предадут гласности факт передачи прав, угроза для жизни Джули исчезнет. После этого Слейд уезжает в редакцию, чтобы забрать направленное Джули письмо.
В редакции Слейд находит лишь выброшенный в мусорную корзину вскрытый конверт письма Джули, само же письмо исчезло. В этот момент к Слейду подходит инспектор полиции О’Хэффи, который заполучил письмо. Инспектор говорит, что у Слейда есть весомый мотив, чтобы убить Воэна, кроме того, в его вещах обнаружена коробка с патронами того калибра, которым был убит Воэн. Слейд объясняет, что пользуется оружием другого калибра, и просто по ошибке перед отъездом взял с собой не те патроны. После ухода инспектора Слейд выясняет у Дэны, что письмо кроме инспектора читала только она. В кабинете у Фресни инспектору докладывают, что тот оформил на Слейда страховку своей жизни, что ещё более усиливает подозрения инспектора. Появившийся Слейд сообщает, что видел, как за Фресни следил хромой человек, и по описанию его внешности Фресни заявляет, что знает его как подручного Дайка.
После этого Слейд направляется на встречу с Дайком в его ночной клуб, где застаёт гангстера в компании Дэны. Слейд обвиняет Дайка в убийстве, однако тот отвечает, что работает чище, после чего уходит. Оставшись с Дэной наедине, Слейд выясняет, что люди Дайка вынудили её сообщить им информацию о портфеле с компроматом на Дайка, который якобы хранится у Воэна, однако она про портфель пока ничего не выяснила. Слейд отправляет Дэну к Джули, а сам направляется к Попу, у которого видел портфель. Когда Слейд приезжает в Попу домой, то находит того убитым. Детектив прячет его труп в кладовке и забирает ключ от шкафчика камеры хранения. В этот момент на квартире Попа появляется инспектор О’Хэффи. Вскоре он замечает труп Попа, после чего Слейд, угрожая инспектору пистолетом, скрывается. Когда Слейд выходит на улицу, неизвестные бьют его по голове, и он теряет сознание. Его грузят в машину, после чего увозят и выбрасывают в промышленной зоне.
Тем временем в редакции инспектор сообщает Фресни и Джули, что Слейд угрожал ему оружием и сбежал, однако они не верят в то, что он может быть убийцей. Фресни шокирует информация инспектора о том, что согласно письму Джули владельцем газеты теперь становится Слейд, и соответственно Фресни будет подчиняться ему. Когда Слейд приходит в себя, он направляется на станцию, где достаёт портфель из камеры хранения. На вокзале за Слейдом следят двое неизвестных, однако, сев в такси, он как будто отрывается от преследования. Затем таксист заезжает в узкий переулок, где его машину блокируют с двух сторон. Слейд вступает в схватку с несколькими неизвестными, и в итоге ему удаётся вырваться и убежать. Некоторое время спустя он приезжает в прибрежный дом, где встречает ожидающих Фресни и Дайка. Гангстер, угрожая Слейду оружием, требует открыть портфель, однако в этот момент Фресни неожиданно стреляет и убивает Дайка. Фресни сообщает Слейду, что в портфеле находятся улики, которые могли бы отправить Дайка в газовую камеру. Фресни звонит инспектору, сообщая о случившемся, после чего, по словам Фресни, инспектор просит его и Слейда приехать в участок и привезти портфель.
По дороге, которая проходит по скалистой набережной, Слейд неожиданно заявляет, что Фресни собирается во время пути убить его. Детектив говорит, что Дайк на самом деле был не противником, а партнёром Фресни в его плане завладеть газетой. Фресни был умом, а Дайк — руками их преступного сообщества. А Слейда редактор нанял потому, что все хорошо знали о взаимной ненависти Воэна и Слейда из-за Джули, и потому Фресни планировал использовать детектива и как алиби, и как козла отпущения. Далее Слейд, утверждает, что в редакции Фресни застрелил Воэна, а затем сам ранил себя в руку, после чего, вероятно, кто-то из людей Дайка забрал оружие с места преступления. После этого Фресни в соответствии со своим планом должен был убить Дайка, однако этот план рухнул, когда Фресни узнал, что Джули переписала газету на Слейда. Детектив говорит, что Фресни выдал себя, когда попался на его удочку — Слейд выдумал хромого человека, который якобы следил за Фресни, а тот заявил, что знает хромого как человека Дайка. Далее Слейд утверждает, что ему известно содержание портфеля, и там хранится совсем не компромат на Дайка. Там лежат материалы о грязном прошлом самого Фресни, которые собрал Поп по поручению Воэна, желавшего убрать Фресни из своей газеты. Узнав о существовании папки, Фресни стал охотиться за ней, и обманом привлёк к этому Дайка. Когда Поп не сказал Дайку, где находится портфель, тот убил его. И если сейчас Фресни убьёт Слейда и получил портфель, то будет чист. Однако, как заявляет Слейд, Фресни просчитался, потому что сейчас в руках у Слейда совсем другой портфель, в котором нет никаких материалов. Тот же портфель Слейд передал Дэне, чтобы она доставила её инспектору. В ярости Фресни разгоняет машину и направляет её с обрыва…
Сидя у разбитой машины, Слейд и Фресни завершают разговор. Вода всё прибывает, и Слейд который ещё может спастись, просит Фресни передать ему из салона какую-нибудь вещь, с помощью которой он мог бы высвободить ногу. Фресни достаёт пистолет и направляет его на Слейда. Однако затем меняет своё решение, убирает оружие и даёт детективу трость с кинжалом внутри, с помощью которого Слейд высвобождает ногу. На прощанье Фресни просит Слейда использовать материалы из портфеля, чтобы написать хороший некролог, который будет помещён на первую полосу. Как говорит Фресни, «это будет наивысшей точкой моей карьеры». Слейд поднимается на скалу и уходит в то время, как машину с Фресни поглощает прилив.

## В ролях
- Ли Трейси — Хью Фресни
- Дон Касл — Тим Т. М. Слейд
- Джули Бишоп — Джули Воэн
- Анабель Шоу — Дэна Джонс
- Дуглас Уолтон — Клинтон Воэн
- Реджис Туми — инспектор О’Хэффи
- Фрэнсис Форд — Поп Гэрроу
- Энтони Уорд — Ник Дайк
- Арджентина Брунетти — миссис Крессер
- Уилсон Вуд — Клив Коллинз
- Джордж Райленд — доктор в сцене стрельбы
- Франклин Фарнум — клерк в аэропорту
- Рори Маллинсон — репортёр
- Берт Стивенс

## Создатели фильма и исполнители главных ролей
Автором рассказа, по которому был написан сценарий, был Рауль Уитфилд, который «был одним из изначального пантеона авторов, регулярно публиковавшихся в легендарном журнале Black Mask».
Рождённый в Вене режиссёр Джон Рейнхардт в период с 1947 по 1951 год работал в Голливуде, где поставил такие фильмы нуар, как- «Виновный» (1947), «За тебя я умираю» (1947), «Открытый секрет» (1948) и «Звонок из Чикаго» (1951).
В 1965 году Ли Трейси был номинирован на «Оскар» за роль второго плана в фильме «Самый достойный» (1964). Вместе с тем, свои наиболее значимые роли Трейси сыграл в фильмах начала 1930-х годов, среди них «Благословенное событие» (1932), «Ночной мэр» (1932), «Взрывоопасная красотка» (1933), «Неприятность» (1933) и «Поверните время вспять» (1933).
Во второй половине 1940-х годов Дон Касл исполнил главные роли в таких фильмах нуар, как «Розы красные» (1947), «Виновный» (1947), «Невидимая стена» (1947), «Маяк» (1947) и «Я бы не хотел оказаться в твоей шкуре» (1948).
Актриса Джули Бишоп сыграла более чем в 80 фильмах, среди которых «Тилли и Гас» (1933), «Чёрный кот» (1934), «Война в Северной Атлантике» (1943), «Угроза» (1949), «Женщина с Запада» (1951) и «Великий и могучий» (1954).

## История создания фильма
В основу фильма положен рассказ Рауля Уитфилда (англ. Raoul Whitfield) «Внутреннее задание» (англ. Inside Job), сценарий по которому написали Ричард Преснелл (англ. Richard Presnell) и Питер Милн (англ. Peter Milne).
Фильм находился в производстве с середины марта до начала апреля 1947 года и вышел на экраны 11 октября 1947 года.

## Оценка фильма критикой
Современные критики дают фильму преимущественно позитивные оценки. Так, Сандра Бреннан называет картину «детективом, действие которой происходит в газетной среде», при этом, по словам Спенсера Селби, «газетчик оказывается в центре безжалостной борьбы за власть в городе». Майкл Кини отмечает, что «несмотря на путаный сюжет, это довольно качественный малобюджетный нуар с отрывистыми диалогами, неожиданным финалом и хорошей игрой Трейси и Касла». Деннис Шварц написал, что это «жёсткий и мощный газетный фильм нуар», который однако не предлагает ничего нового, а «Трейси играет ещё одну газетную роль, которую мог бы исполнить и во сне». Артур Лайонс полагает, что «это неплохой фильм студии Monogram», в котором «такой профессиональный актёр, как Трейси, отлично справляется со своей ролью».